# خوسيه كويرو
خوسيه كويرو (بالإسبانية: José Cuero)‏ هو لاعب كرة قدم كولومبي في مركز الوسط، ولد في 30 مارس 1990 في بوغوتا في كولومبيا. لعب مع نادي ميلوناريوس.

## وصلات خارجية
- خوسيه كويرو على موقع قاعدة بيانات كرة القدم.إي يو (الإنجليزية)
- خوسيه كويرو على موقع Soccerway.com (الإنجليزية)